# La bomba P
La explosión demográfica o Bomba P (título original: The Population Bomb) es una obra escrita en 1968 por Paul R. Ehrlich y Anne H. Ehrlich, su esposa. Ella no aparece como coautora del libro porque la editorial, Ballantine Books, insistió en que apareciera un solo autor
La tesis del libro predice una hambruna masiva que tendría lugar durante los años 1970 y 1980, por causa del crecimiento de la población mundial, y pide que acciones políticas sean inmediatamente estudiadas y puestas en acción, a efectos de alguna manera limitar el crecimiento demográfico.
La obra fue un best-seller, habiéndose vendido más de dos millones de ejemplares. En lo fundamental, contribuyó a la toma de consciencia colectiva sobre la problemática poblacional y del medio ambiente, especialmente en el período de mayor difusión (años 1960 y 1970).
Polémico, el libro en especial fue criticado por su tono alarmista así como por su predicción inexacta, pero, y según sus autores, en su momento cumplió el rol de sensibilizar a la población en general, sobre las cuestiones medioambientales, introduciendo de lleno el tamaño de la población en los debates referentes al futuro de la humanidad.